# ديفيد شو (ضابط)
ديفيد شو (بالإنجليزية: David Shaw)‏ هو ضابط بريطاني، ولد في 19 فبراير 1957 في سريلانكا.